# Bea Majoross
Bea Majoross es una deportista húngara que compitió en vela en la clase Soling. Ganó una medalla de bronce en el Campeonato Europeo de Soling de 2018.

## Palmarés internacional
| Campeonato Europeo | Campeonato Europeo | Campeonato Europeo | Campeonato Europeo |
| Año                | Lugar              | Medalla            | Clase              |
| ------------------ | ------------------ | ------------------ | ------------------ |
| 2018               | Alsóörs (Hungría)  | Medalla de bronce  | Soling             |